# Albanija
Republika Albanija ali Albanija (albansko: Shqipëria 'ozemlje orlov') je država v jugovzhodni Evropi. Na severu meji na Črno goro, na severovzhodu na Kosovo, na vzhodu na Severno Makedonijo, na jugu na Grčijo, na zahodu na Jadransko morje, na jugozahodu pa na Jonsko morje
Albanija je bila v preteklosti ozemlje Italije, oddaljene le 76 km preko Jadranskega morja, ali vzhodnih sil (Otomanski imperij), ki so se širile v Evropo. Po drugi svetovni vojni je bila Albanija zaprta socialistična država, leta 1991 pa začela svojo tranzicijsko pot. Glavno mesto države je Tirana. Ocena prebivalstva leta 2022 je bila približno 2.9 miljona, kar je bistveno manj od zadnjih let komunistićčnega režima, kojih je bilo okoli 3 in pol milijona.

## Zgodovina
V antični dobi so na ozemlju današnje Albanije živeli Iliri, ki so jugozahodni Balkan naseljevali pred Slovani, Rimljani in Grki. Rimljani so deželo osvojili leta 229 pr. n. št. in jo poimenovali Ilirikum. Po razpadu rimskega je območje leta 395 prišlo pod Bizantinski imperij. Iliri so se izognili asimilaciji. Do 5. stoletja je bilo krščanstvo uveljavljeno. Isti čas so zaznamovali vpadi Vizigotov, Hunov in Ostrogotov, kasneje, med 6. in 8. stoletjem, pa so obmorska območja Balkana zavzela slovanska plemena. 
Albanija je dobila svoje ime med 8. in 11. stoletjem, po etnični skupini Albanos. Moč Bizanca je začela slabeti v 9. stoletju, ko so nadzor nad deželami začeli prevzemati Normani, Anžujci, Srbi in Benečani. Po veliki shizmi leta 1054 se je severna Albanija zavezala katolicizmu, južna pa pravoslavju. Srednji vek je prinesel razcvet albanskih mest. Albanski jezik je v tistem času imel vlogo neuradnega sporazumevalnega jezika, v uradnih zadevah sta ga nadomeščala grščina in latinščina.
Turki so po oslabitvi Bizanca osvojili Albanijo do leta 1430. Skenderbeg se jim je s fevdalci ob pomoči Rima, Neaplja in Benetk upiral 25 let, a je po njegovi smrti Albanija prišla pod popoln nadzor Otomanskega imperija.
V 19. stoletju so se povečevala trenja narodov zaradi turške okupacije, iz česar se je porajala tudi kulturno-politično gibanje Prizrenska liga, ki je želelo združeno neodvisno Albanijo. Leta 1908 so sprejeli svojo pisavo, ki je temeljila na latinici. Kmalu je prišlo do uporov, ki so prerasli v prvo balkansko vojno in poraz Turkov. Albanija je razglasila suvereno državo, a so Velike sile dodelile Kosovo Srbiji in Čamerijo Grčiji. Med 1. svetovno vojno so deželo okupirale avstrijske in antantne sile. Po vojni je bila suverena Albanija sprejeta v Društvo narodov.
Dvajseta leta 20. stoletja so prinesla politično razdelitev države na liberalce in konzervativce, ki so prevladali; njihov voditelj se je okronal za kralja Zoga I. ter se naslonil na Italijo. Ta je leta 1939 sama zavzela deželo in ga izgnala. Albanija je bila med drugo svetovno vojno priča močnemu protifašističnemu odporu nacionalistov, monarhistov in komunistov; slednji so s pomočjo Jugoslovanov prevzeli nadzor nad državo po umiku Nemcev, vodja pa je postal Enver Hoxha.
Nova oblast je z reformami uvedla socializem. Po Titovem sporu z Informbirojem leta 1948 je njen glavni zaveznik postala Sovjetska zveza, v zgodnjih šestdesetih letih pa Ljudska republika Kitajska. Po sovjetski okupaciji Češkoslovaške leta 1968 je Albanija izstopila iz Varšavskega pakta. Diktatura sistema je bila v obdobju komunizma močna: stranke, z izjemo Albanske stranke dela, so bile prepovedane, državna obveščevalna služba Sigurimi je izvajala strog nadzor nad prebivalstvom.
Ob zatonu evropskih komunističnih sistemov leta 1989 so tudi v Albaniji uvedli družbene in gospodarske reforme. Po krvavih demonstracijah je bila aprila 1991 sprejeta začasna ustava. Na položaj predsednika republike, ki je bila iz Ljudske republike Albanije preimenovana v Republiko Albanijo, je bil znova izvoljen Ramiz Alia, ekonomist Fatos Nano pa je postal premier. Zaradi nadaljnjih trenj je odstopila tudi ta in še nekaj nadaljnjih vlad. Albanija je v tem času vodila ostro politiko glede albanskih zamejcev na Kosovu in v Severni Makedoniji. Leta 1998 so se začele zaostrovati razmere z Zvezno republiko Jugoslavijo, ki se je na uboj nekaj srbskih policistov odzvala z nasiljem nad kosovskimi Albanci. Prišlo je do spopadov med jugoslovansko vojsko in albanskimi separatisti, Osvobodilno vojsko Kosova, v katerih je proti Srbiji posredovala zveza Nato. Oktobra 1999 je postal premier reformistični Ilir Meta, ki je promoviral navezavo na zahodno Evropo in dolgoročno vstop države v zvezo Nato ter Evropsko unijo.

## Ime in geografija
V začetku 7. stoletja so se začeli Srbi, Hrvati, Bolgari in različna slovanska plemena naseljevati na Balkanskem polotoku. Tu so naleteli na tri avtohtone indoevropske narode: Ilire na zahodu, Tračane na vzhodu, Grke na jugu. Ilirska plemena so naseljevala največji del balkanskega območja, ki se je imenovalo Ilirija. Ilirija je zajemala zahodni del današne Srbije, Kosova, zahodni del Makedonije, Albanijo, Črno Goro, Bosno, Dalmacijo, Istro in Slovenijo. Toda ime Ilirija kot geografski pojem, kot sinomin pa Albanija, se je obdržal za območje, kjer so živeli Albanci, celo do konca 17. stoletja. Albanci so v srednjem veku zapisani kot Albanoi, Arbanoi, Albanitai, Albanenses, Arbanenses, Albanesi, Arbanesi, Epiroti.

Albanija zavzema 28.748 km², najdaljša diagonala (sever-jug) pa meri 345 km. Glavno mesto države je Tirana s 520 tisoč prebivalci, preostala večja mesta pa so Drač, Elbasan, Skader, Gjirokastër, Vlorë in Korçë. Približno 70 odstotkov dežele se nahaja nad 300 m nadmorske višine. Najvišji vrhovi segajo nad 2400 metrov, najvišji vrh pa je Korab (2764 m). Sever dežele je hribovit in vsebuje več globokih dolin, proti jugu pa se niža in spreminja v gričevje ter priobalno ravnico. Slednja je najbolj poseljena.
Najdaljša reka Albanije je Drim z 282 km, sledijo pa ji Seman, Škumbin in Vjosë. Vodne žile večinoma niso primerne za namakanje. Dežela ima tudi 3 večja jezera, in sicer Skadarsko, Ohridsko ter Prespansko.
Gozdovi zavzemajo 36 odstotkov površin v državi, in sicer so mešanega tipa. Večje nekdaj gozdne površine so podlegle sečnji, kar danes povzroča močno erozijo prsti. Množina divjadi je zmanjšana zaradi krčenja naravnih površin, razmeroma mnogo pa je divjih ptic.
Albanija hrani relativno velike zaloge zemeljskega plina in nafte v svojem jugozahodnem delu, severovzhodne pokrajine pa vsebujejo mineralne surovine, zlasti železo, baker, krom in nikelj. Gozdovi so v Albaniji pomemben vir lesa. V bližini Tirane so rudniki lignita in nahajališča zemeljske smole.
Glavnina Albanije ima sredozemsko podnebje, ki je zlasti izrazito v priobalnih nižinah. Bolj deževni so predvsem gorati severni predeli države, ki imajo tudi občutno nižjo povprečno temperaturo. Zima je v teh predelih tudi čas neviht ter občasnega sneženja. Povprečna temperatura za mesec avgust je med 17 in 31 °C, za januar pa med 2 in 12 °C. V najbolj vlažnem mesecu decembru pade 211 mm dežja, julij in avgust pa dobita po 32 mm. Povprečne letne padavine v obalnem pasu segajo do 1000 mm, v gorah pa do 2500 mm.
Industrializacija v preteklosti je povzročila hude ekološke težave, izmed katerih izstopajo ogrožanje in izumiranje divjih vrst, krčenje gozda in prekomerna širitev kmetijskih površin ter erozija. Izkopavanje rudnin onesnažuje zrak, zemljo in podtalnico.

## Vera in kultura
Znano je, da so bili do prihoda Turkov vsi Albanci krščanske vere. Ta vera se je širila po Balkanu iz dveh središč: zahodnega (iz Rima) in vzhodnega (iz Carigrada). Razen tega že apostol Pavel poudarja, da je v teh krajih pridigal evangelij. V pismu Rimljanom pravi "Kristusov evangelij sem pridigal od Jeruzalema do Illyricuma". Sveti Hieronim piše v 4. in 5. stoletju, da je bil apostol Pavel v Iliriji, ki zajema Dalmacijo, Makedonijo in Epir, tj. province, v okviru katerih je bila današnja Albanija. Sveti Hieronim velja za eno najbolj pomembnejših oseb krščanstva, saj je prevedel Sveto pismo, ki je kasneje postal znan pod imenom Vulgata. 
V cerkveni organizaciji Ilirije so bile v 4. in 5. stoletju znane metropolija v Dardaniji (današnje Kosovo) in draška metropola. Drač je takrat slovel tudi po stolnici Sv. Marije, pozneje pa po samostanih beraških redov, in sicer dominikancev, frančiškanov in benediktincev. Do polovice 8. stoletja spadajo ilirske škofije pod jurisdikcijo rimskega papeža. Rimska kurija je od srednjega veka naprej zlasti posvečala pozornost severni in nekoliko srednji Albaniji. Tu se je katolištvo močno razmahnilo posebno v 13. in 14. stoletju, ko so začeli delovati novi cerkveni redi dominikancev, frančiškanov in benediktincev. Pravoslavna cerkev je pod vplivom Bizanca prevladala južno od reke Shkumbi. Ker so Albanci pogosto menjavali versko pripadnost, so jih sodobniki v 13. in 14. stoletju imeli "ne za čiste katoličane, ne za čiste pravoslavce”. Krščanstvo ima v Albaniji globlje korenine, saj se je od tod širilo že iz časov apostola Pavla. V 15. in 16. stoletju imamo izvrstne Albanske humaniste, ki so se izobraževali po raznih mestih Italije, Dalmacije in Bizanca. Nekaj jih je bilo Albanskega rodu, večinoma pa je bilo takih, ki so izšli iz izseljeniškega vala v drugi polovici 15. stoletja. Ti so se izobrazili v svoji matični domovini, tako da je bil njihov ustvarjalni izraz tudi izraz vpliva albanske kulture. Nekateri so zasloveli tudi v svetu, npr. Gjin Gazulli, 1400-1465, znani astronom in tudi matematik, ki je deloval v 15. stoletju v Dubrovniku. V tem mestu in v Kotorju je v istem času deloval Gjergj Spani iz Lješa, znani kirurg in zdravnik. V Benetkah je deloval Leonik Tomeo (1456-1531), poznavalec filozofije, ki ga E. Rotterdamski imenuje “Virum Optimum”. Znana albanska humanista iz Skadra Marin Bečikemi (1468-1526) in Marin Barleti (rojen sredi 15. stoletja, umrl 1512) sta delovala nekaj časa v tujini in sta bila v tesnih stikih z domovino. V skladu z domoljubnimi čustvi in s podpiranjem albanskega odpora proti Turkom je Barleti napisal deli svetovnega slovesa: De vita et gestis Scanderbegi, Epiratorum Principis in De obsidione Scodrensi. 

### Narodna noša
V albanskih nošah je mogoče najti podobnosti in sledove starobalkanske in mediteranske kulture, največ ilirske kulture, nekaj manj bizantinskega in orientalske kulture, v zadnjem času pa zahodnoevropske kulture. Z vztrajnim preučevanjem in primerjanjem posameznih elementov je bil ugotovljen obstoj zveze s kulturo Staroalbancev in nato tudi Ilirov. Če proučujemo posamezne današnje elemente (dele oblačil) narodne noše, če izhajamo od današnje oblike in strukture, lahko retrospektivno sežemo nazaj do njihove začetne faze, do prototipnih oblik. Tako je na primer zvonasto krilo, imenovano džubleta, ki se je ohranilo samo pri Albancih v najbolj severnem delu Albanije in pri Albancih v Črni gori, podobno krilu idola, odkritega v Kličevu, ki izhaja iz bronaste dobe, torej iz 2. tisočletja pred našim štetjem. Madžarski pisec Daniel Kordinez je 1750 opisal džubleto iz severnih krajev Albanije in obrobnih krajev Kosova, Črne gore izseljenih Albancev, ki so naseljeni v sremskih vaseh Hrtkovci in Nikinci, je rekel, da niti pav niti mavrica nimata tolikšnega števila barv, kot jih imata džubleta primorskih žensk. Znanost meni, da so to oblačilo nosili v primorskih predelih Sredozemlja. Džubleta je bila preko ilirske kulture prenesena v albansko.
Naslednje oblačilo, ki izvira še iz 3.-2. stoletja pr. n. št., je dolga srajca, imenovana linja, in je osnovni del narodne noše v vsej Albaniji, na Kosovu, v zahodni Makedoniji in v delu Črne gore. Ta srajca je prikazana na nekaterih ilirskih nagrobnih spomenikih. Rimljani so temu tipu srajce nadeli ime dalmatika po ilirskem plemenu Dalmati. Dalmatika je bila v prvih stoletjih našega štetja močno razširjena med ilirskim prebivalstvom; prevladovala je v 3. stoletju n. št., kar je videti iz Dioklecijanovega edikta iz 301. letam kjer so omenjene številne vrste dalmatike, od volnene do lanene, svilene, z dolgim ali kratkimi rokavi in z obveznimi okraski. Bila je v vsesplošni rabi v ilirski družbi. Poleg Albancev, so jo ponekod podedovali tudi pripadniki Južnih Slovanov.
Plis ali qelesha je del noše zelo starega izvora, ki izhaja vsaj tisoč let pred našim štetjem in naj se jo nosili tudi Pelazgi, civilizacija, ki je na območju Grčije živela pred Heleni. To je pravzaprav kapa, ki o njej pišejo tudi antični pisci. Albanci še zmeraj nosijo belo volneno kapo v vseh področjih, kjer živijo Albanci. Kapa konusne oblike, ki je mogoče jasno razpoznati na nagrobnikih, kakršen je bil odkrit v Gradunu, se hrani v arheološkem muzeju v Splitu.

## Gospodarstvo
Albanija se uvršča med ekonomsko najmanj razvite države v Evropi – polovica prebivalstva se preživlja z dejavnostmi primarnega gospodarskega sektorja, petina državljanov pa je emigrirala v tujino. Po prehodu iz komunističnega političnega sistema je bila Albanija najbolj revna država Evrope. Temu je botrovalo strogo državno vodeno gospodarstvo pod komunisti; izvedena je bila popolna kolektivizacija, prepovedana so bila vsakršna privatna podjetja, po ustavi pa v državno gospodarstvo niso smela vlagati tuja podjetja. Odklonjena je bila tudi tuja gospodarska pomoč.
Po demokratizaciji je prišlo do obsežnih reform, ki so zajele tudi gospodarstvo ter sprva povzročile hudo krizo med letoma 1989 in 1992. Z letom 1993 pa je prišlo do razmeroma hitrega vzpona ter privatizacije, tako je država leta 1995 nadzirala le še 40 odstotkov vse narodne ekonomije. Bruto družbeni proizvod na prebivalca je leta 2003 dosegel približno 4.900 ameriških dolarjev. Danes se država manj kot na pomoč mednarodne skupnosti zanaša na finančni dotok od svojih državljanov, ki so zaposleni v tujini. Kljub še vedno močni gospodarski rasti je revščina še vedno velika, saj se delo spopada z infrastrukturnimi težavami, kot so zastarelost delovnih strojev, pomanjkanje surovin, slabo prometno omrežje, malo izobraženega kadra ipd. Danes je stopnja brezposelnosti visoka, ravno tako pa korupcija in organiziran kriminal.
Pretekla komunistična politika je označevala kmetijstvo kot zelo pomemben steber narodnega gospodarstva, zaradi česar je Albanija na kolektiviziranih poljih pridelala skorajda celotno zalogo prehrane, ki jo je potrebovalo prebivalstvo. Tudi v kmetijstvu je prišlo do zloma med tranzicijo v demokracijo, danes pa privatizirani kmetijski obrati prispevajo 25 % državnega BDP.
Hermetična izolacija države do leta 1989 je zatrla razvoj turizma. Pred kratkim je prišlo do vlaganj in razvoja turistične infrastrukture, leta 2001 je deželo obiskalo približno 34.000 turistov. Velik potencial so zlasti južne obale nasproti grškega turistično razvitega otoka Krf ter razsežni neokrnjeni gozdovi v gorati notranjosti.
Država ima majhen izvoz, uvozno blago pa prihaja zlasti iz Grčije in Italije. Sredstva za slednjega se črpajo večinoma iz tuje denarne pomoči, pa tudi iz dohodkov izseljenih državljanov. Zunanji dolgovi znašajo 41,3 % BDP.
Narodna denarna valuta je lek; izdaja ga Banka Albanije. Država zaenkrat ne premore bank v privatnih rokah, obstajajo pa načrti za privatizacijo dveh od skupno treh komercialnih bank.
Turizem je priznan kot panoga nacionalnega pomena in se od začetkov 21. stoletja vztrajno povečuje. Neposredno je predstavljal 8,4 % BDP v letu 2016, čeprav z vključitvijo posrednih prispevkov ta delež poveča na 26 %. Istega leta je država sprejela približno 4,74 milijona obiskovalcev, večinoma iz cele Evrope in tudi Združenih držav.
Povečanje tujih obiskovalcev je bilo dramatično. Albanija je imela leta 2005 le 500.000 obiskovalcev, medtem ko jih je bilo leta 2012 ocenjenih 4,2 milijona, kar je 740-odstotno povečanje v samo 7 letih. Leta 2015 se je turizem poleti povečal za 25 odstotkov v primerjavi s prejšnjim letom po podatkih turistične agencije države. Leta 2011 je bil Lonely Planet imenovan za najboljšo potovalno destinacijo, medtem ko je The New York Times Albanijo uvrstil na 4. svetovno turistično destinacijo leta 2014.

## Politika in uprava
Med letoma 1944 in 1991 je imela zaradi zmage v narodnoosvobodilni vojni (v povezavi z jugoslovanskimi partizani) popoln nadzor nad državo Albanska stranka dela. Stranki je položaj edine vodilne politične sile zagotavljala ustava (prva ustava Ljudske republike Albanije je bila sprejeta po sovjetskem in jugoslovanskem vzoru 1946, druga, ki je spremenila ime države v Ljudsko socialistično republiko, pa 1976 in je med drugim tudi definirala državo kot marksistično-leninistično). Sistem se je začel sproščati po smrti dolgoletnega voditelja in diktatorja Enverja Hoxhe, pri čemer so bile pomemben dejavnik stavke in protesti za demokratizacijo države ter sprejetje začasne ustave marca 1991 oziroma večstrankarske volitve. Nova ustava je bila sprejeta še leta 1998, ta pa je državo razglasila za parlamentarno republiko, prav tako pa svobodo vere, govora, organizacije, medijev in zborovanj.
Albanija je demokratična republika. Ljudski zbor je enodomni in ga sestavlja 140 poslancev, albanski strankarski sistem pa temelji na večstrankarski ureditvi. Zagotovljeno je socialno in pokojninsko zavarovanje. Albanske oborožene sile štejejo okoli 22.000 pripadnikov.
Državni poglavar je predsednik, ki ga izvoli Kuvendi vsakih 4 let. Glavni del Kuvendija, ki šteje 140 članov, je voljen prav tako na 4 leta. 100 predstavnikov je izvoljenih na neposrednih volitvah, medtem ko je ostalih 40 izbranih s pomočjo proporcionalnih volitev. Vodja vlade je predsednik vlade, ki mu pomaga svet ministrov; le-ta je izbran s strani predsednika vlade in potem potrjen z minimalno večino (71 glasov) v Kuvendiju.
Večstrankarski sistem v državi obstaja od leta 1991 oziroma nove ustave. Poprejšnja komunistična partija oziroma Albanska stranka dela se je preimenovala v socialistično stranko ter zavrnila marksistično-leninističen pristop k politiki, danes pa se zavzema za postopne reforme gospodarskega sistema. Njeni podporniki so zlasti starejši ljudje in kmečko prebivalstvo. Albanska demokratska stranka se zavzema za tržno gospodarstvo ter tesnejše mednarodno sodelovanje na tem področju, volilna baza pa so meščani in mladi ljudje. Na političnem prizorišču je najti še Socialne demokrate, stranko grške manjšine Unija za človekove pravice ter Nacionalno fronto.
Albanija je članica Organizacije za varnost in sodelovanje v Evropi, večine teles Organizacije združenih narodov ter Interpola. Prav tako je vključena v Partnerstvo za mir zveze Nato. Država si prizadeva za vstop v Evropsko unijo. Država je poleg Srbije in Severne Makedonije ustanovna članica zveze Odprti Balkan.

### Upravna delitev
Albanija je upravno razdeljena na 12 pokrajin (qarqe), ta pa vsebujejo skupno 61 občin (bashki). Pokrajine so:
| - Berat - Dibër - Durrës - Elbasan - Fier - Gjirokastër | - Korçë - Kukës - Lezhë - Shkodër - Tiranë - Vlorë |

Pred letom 2000 je bila država upravno razdeljena na 36 okrožij (rrethe), ki so se nadalje delila na 65 "mestnih" (bashki) in 309 "nemestnih" občin (komunë). V letu 2000 so se okrožja zamenjala z dvanajstimi pokrajinami (qarqe), leta 2015 pa je bilo število občin zmanjšano na 61.

## Demografija
Prebivalstvo Albanije je razmeroma narodno homogeno, saj Albanci predstavljajo 95 odstotkov tega (ocena 2005). Preostali so Grki (3 %), priznani kot grška manjšina, in ljudje drugih narodnosti. Številni Albanci živijo v zamejstvu na Kosovu (okoli 2.000.000), na jugu Srbije (okoli 5.800), jugovzhodu Črne gore (okoli 30.500) ter v zahodnem in deloma tudi severnem delu Severne Makedonije (okoli 500.000). Okoli 50.000 zamejskih Albancev živi tudi v Grčiji, a ti niso priznani kot etnična manjšina; večina jih živi v grški provinci Epir. V Grčijo je od leta 1991 naprej imigriralo še približno 600.000 Albancev.
Uradni jezik Albanije je albanščina, na nekaterih območjih imajo status uradnega jezika tudi jeziki manjšin (grščina, makedonščina ...).
Po ocenah iz leta 1939 je bilo 70 % prebivalstva muslimanske veroizpovedi, od tega 20 % bektašev; preostanek so predstavljali albanski pravoslavci (20 %) in rimokatoličani (10 %). Pripadniki različnih religij so bili v medsebojnih odnosih razmeroma strpni, med drugim prihaja tudi do medsebojnih porok. Zaradi povojne komunistične oblasti, ki ni dovoljevala verskih aktivnosti ter v tem okviru tudi razglasila Albanijo za prvo ateistično državo na svetu, ne obstajajo statistike o verski strukturi prebivalstva iz tega obdobja. 
Po podatkih statističnega popisa prebivalstva iz leta 2011 je verska pripadnost sledeča: 58,79 % je muslimanov, od tega 2,09 % bektaši; 16,92 % je kristjanov, od tega 10,03 % rimokatolikov, 6,75 % albanskih pravoslavcev in 0,14 % protestantov/evangeličanov; 13,79 % prebivalcev se ni opredelilo po verski pripadnosti, 5,49 % je vernikov, ki se ne prištevajo k nobeni verski skupnosti in 2,5 % je ateistov.

## Znane osebe
- Mati Terezija, rojena kot Anjezë Gonxhe Bojaxhiu, albanska redovnica, ustanoviteljica reda Misijonark ljubezni ter svetnica.
- Francesco Crispi, velja za eno pomembnejših oseb v Italiji, saj je pomagal združiti južno in severno Italijo.
- Skenderbeg , velja za najpomembnejšo osebo v zgodovini Albanije, saj gre za narodnega in evropskega heroja v boju proti Otomanskemu imperiju.